# 마다가스카르의 재외공관 목록

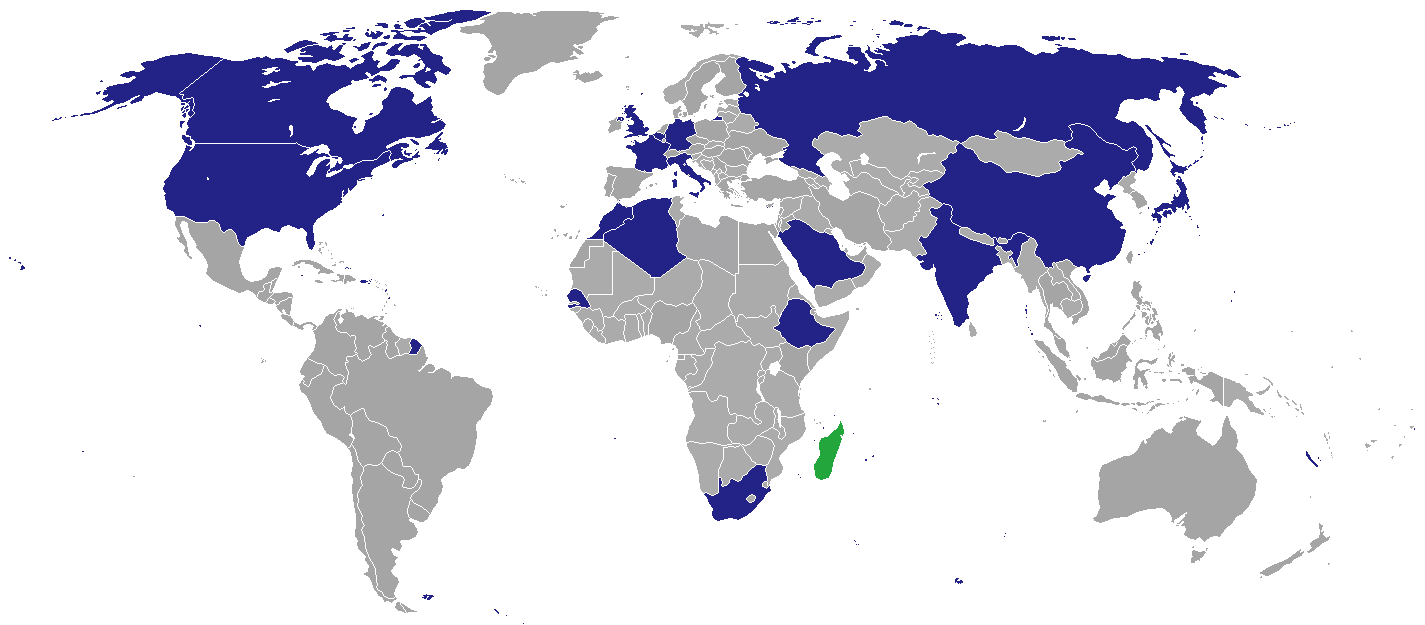
마다가스카르의 재외공관

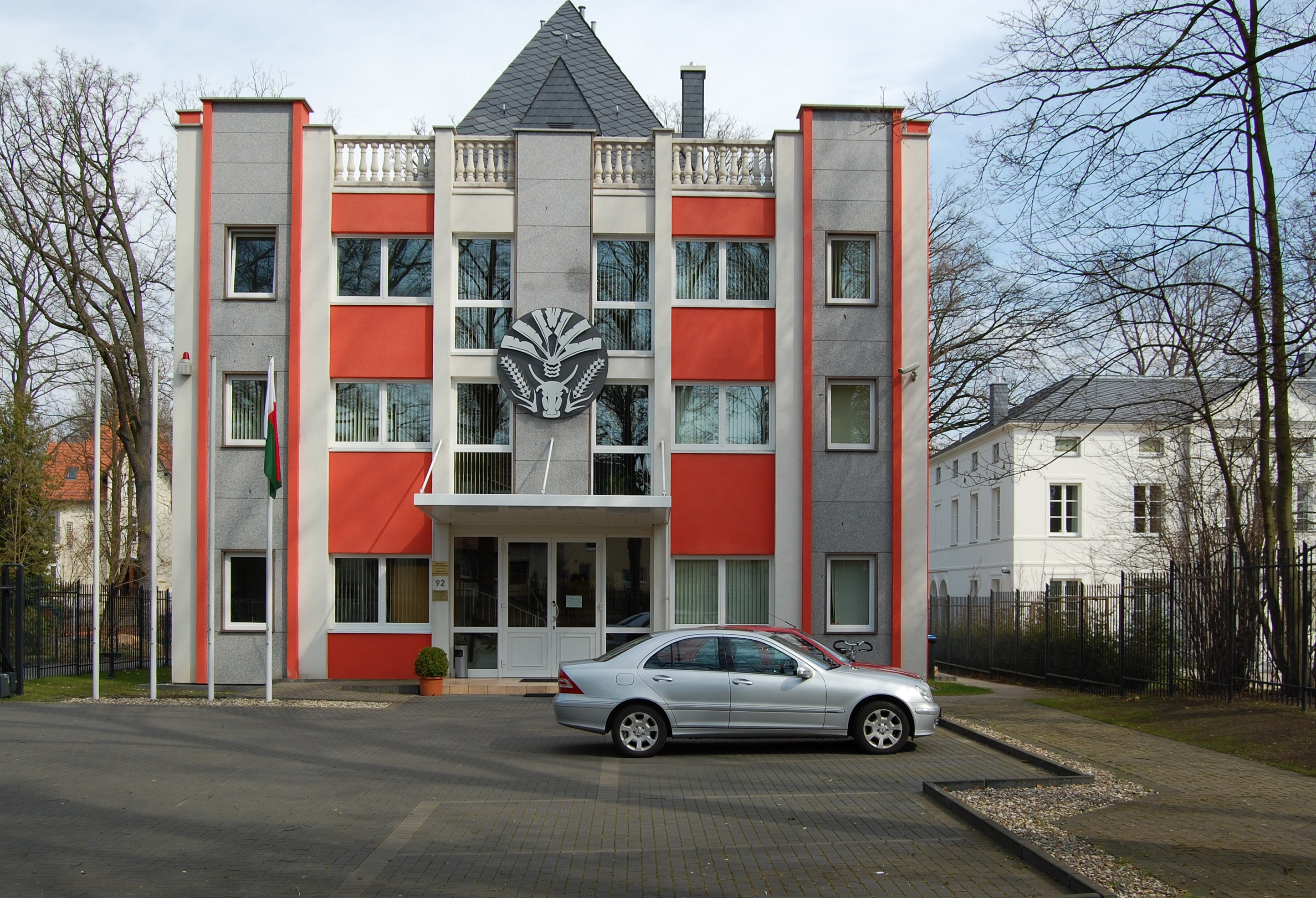
베를린 주재 마다가스카르 대사관

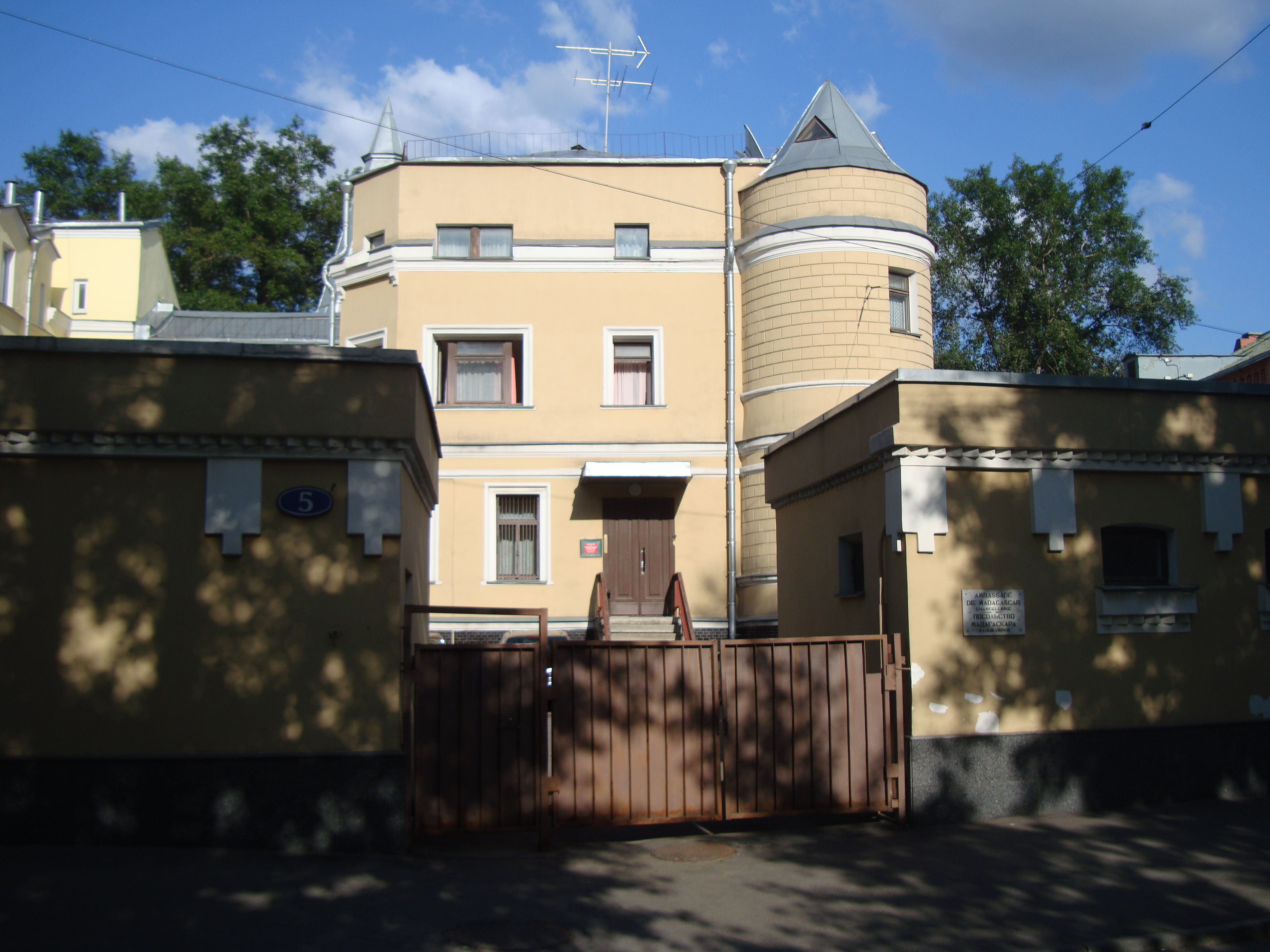
모스크바 주재 마다가스카르 대사관

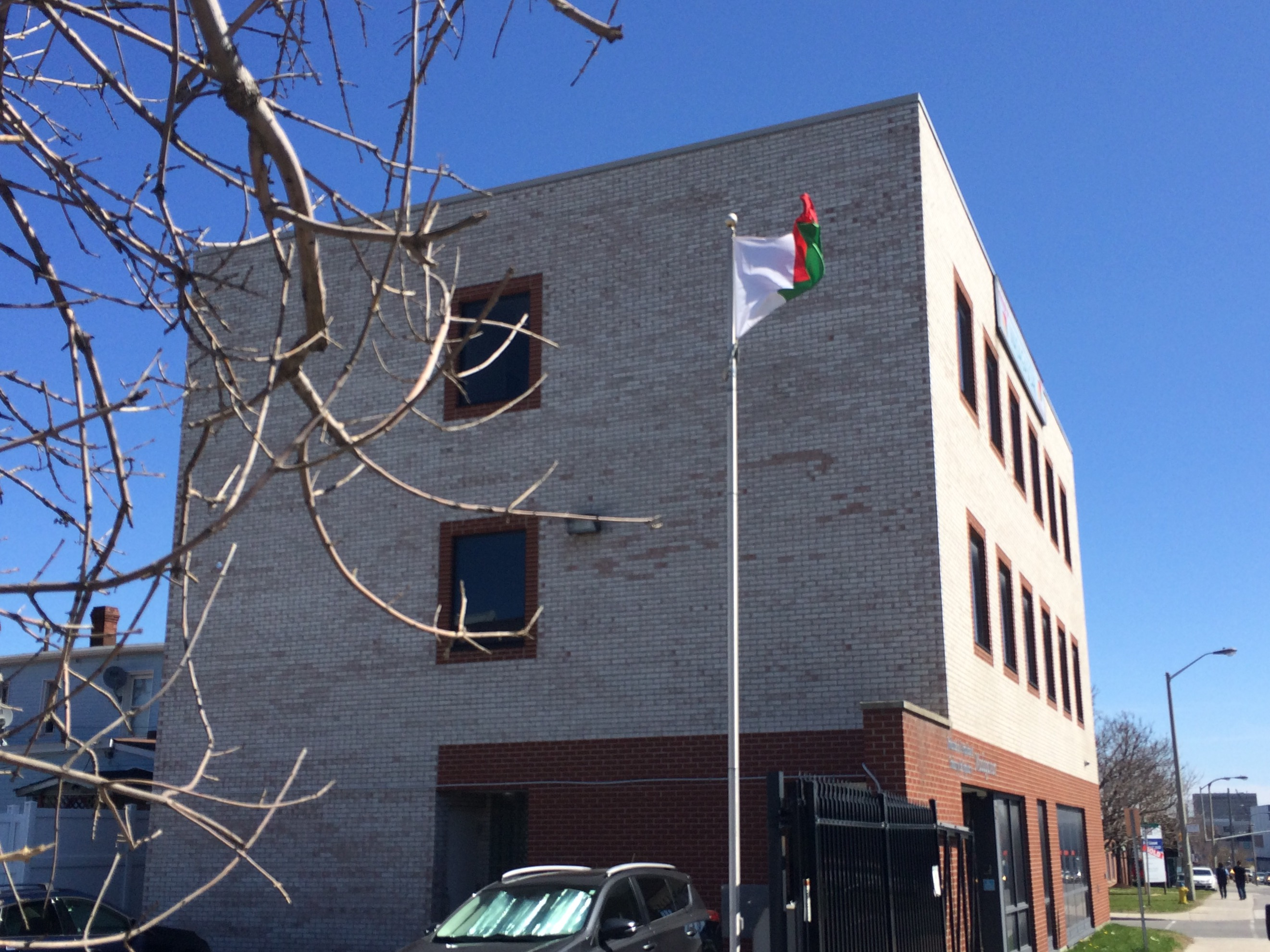
오타와 주재 마다가스카르 대사관

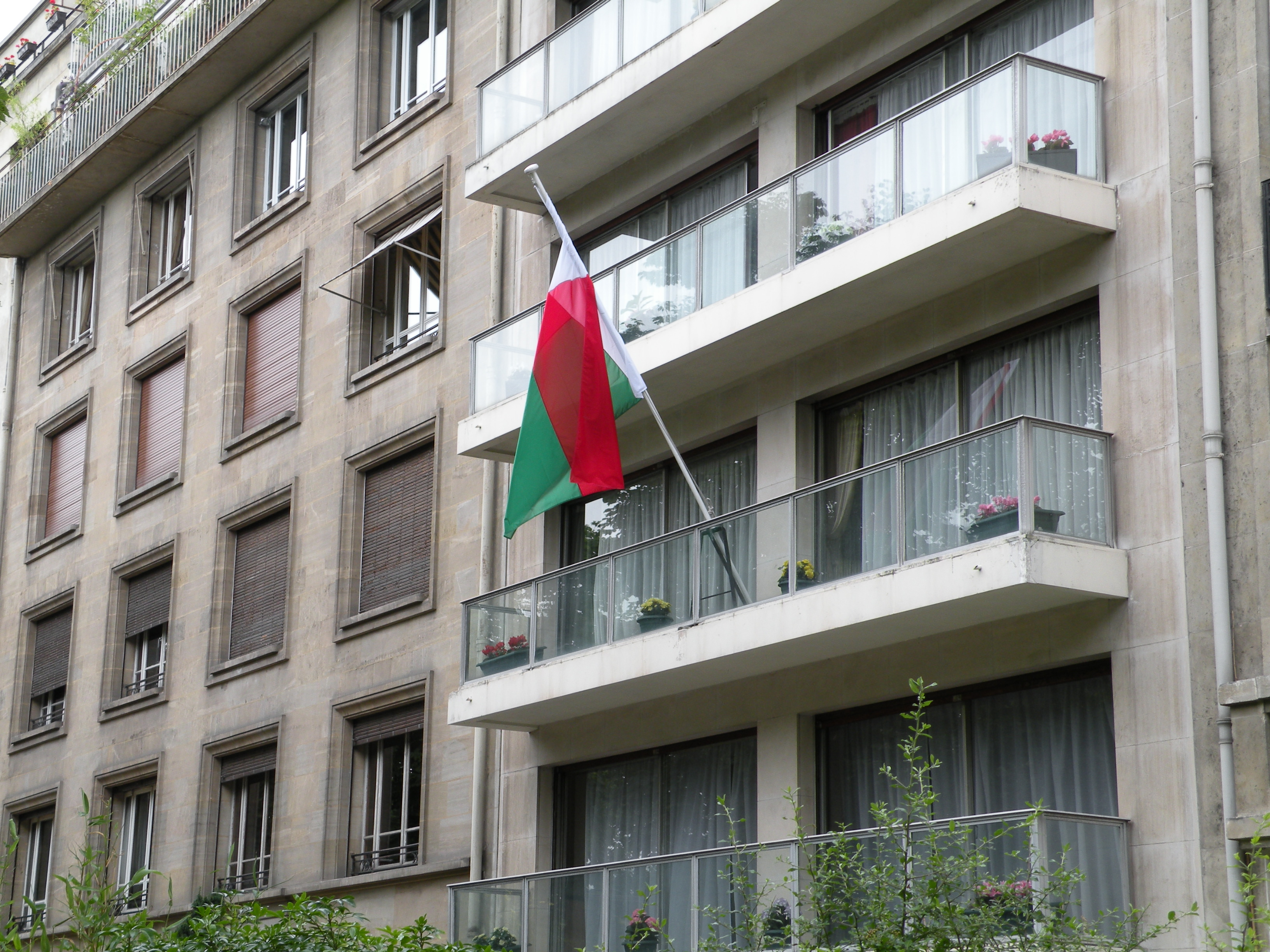
파리 주재 마다가스카르 대사관

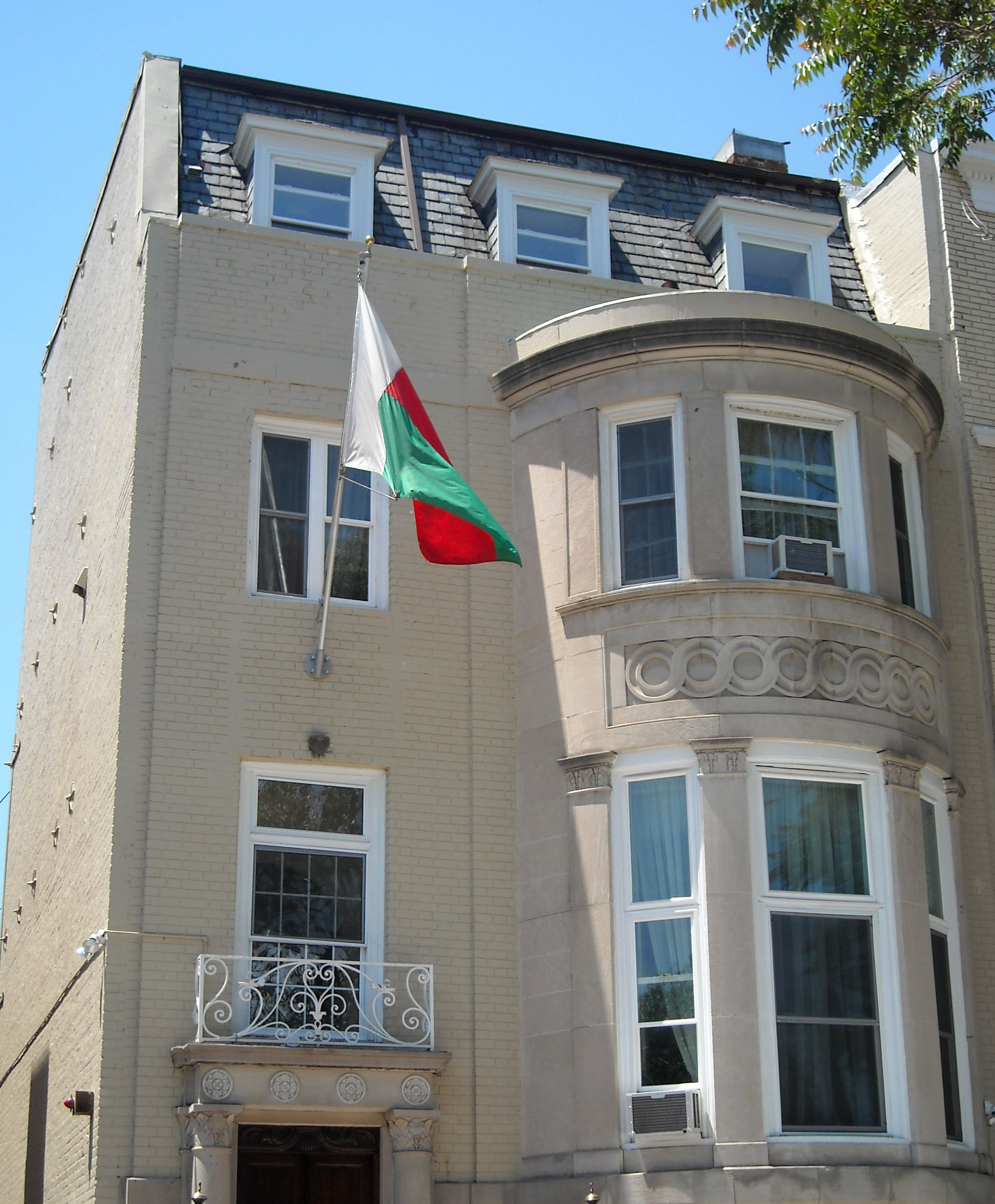
워싱턴 D.C. 주재 마다가스카르 대사관

마다가스카르의 재외공관 목록은 마다가스카르 주재 대사관을 각국에 상주시켜 놓는 것을 의미하며 마다가스카르의 재외공관을 나열한 목록이다.

## 아프리카
- 알제리 : 알제 (대사관)
- 에티오피아 : 아디스아바바 (대사관)
- 모리셔스 : 포트루이스 (대사관)
- 세네갈 : 다카르 (대사관)
- 남아프리카 공화국 : 프리토리아 (대사관), 케이프타운 (총영사관)

## 아메리카
- 캐나다 : 오타와 (대사관)
- 미국 : 워싱턴 D.C. (대사관)

## 아시아
- 중화인민공화국 : 베이징시 (대사관)
- 인도 : 뉴델리 (대사관)
- 일본 : 도쿄도 (대사관)
- 사우디아라비아 : 리야드 (대사관)

## 유럽
- 벨기에 : 브뤼셀 (대사관)
- 프랑스 : 파리 (대사관), 마르세유 (총영사관), 생드니 (총영사관)
- 독일 : 베를린 (대사관)
- 이탈리아 : 로마 (대사관)
- 러시아 : 모스크바 (대사관)

## 대표부
- EU 마다가스카르 정부 대표부 : 브뤼셀
- UN 마다가스카르 정부 대표부 : 뉴욕, 제네바
- UNESCO 마다가스카르 정부 대표부 : 파리
- 아프리카 연합 마다가스카르 정부 대표부 : 아디스아바바